# لويس البرتو مونج
لويس البرتو مونج (بالإسبانية: Luis Alberto Monge Álvarez)‏‏ (29 ديسمبر 1925 - 29 نوفمبر 2016) هو سياسي، ودبلوماسي من كوستاريكا ولد في بالميراس (كانتون).